# Universidad de Panshir
La Universidad de Panshir (en persa: پوهنتون پنجشیر‎) es una institución de educación superior que se encuentra en la provincia de Panshir, en el norte de Afganistán. La Universidad cuenta con facultades de Economía, Agricultura y Educación.

### Departamentos de la Facultad de Educación
- Biología
- Química
- Matemáticas
- Geografía
- Inglés
- Cultura Islámica
- Artes
- Computadoras
- Formación Profesional